# Bibiana Camacho
Bibiana Camacho (Ciudad de México, 1974) es una escritora mexicana, reconocida principalmente por sus novelas Tu ropa en mi armario, Tras las huellas de mi olvido y La sonámbula.

## Carrera
Jenni Jiménez, conocida profesionalmente como Bibiana Camacho, nació en Ciudad de México el 16 de diciembre de 1974. Inicialmente estudió danza contemporánea y más adelante lingüística en la UNAM. Escribió su primera obra, Tras las huellas de mi olvido, entre 2005 y 2006. La novela fue publicada en 2007. Otras obras destacadas de Camacho incluyen La sonámbula y Tu ropa en mi armario.
Camacho ha escrito además columnas para medios impresos y electrónicos como Generación, La Tempestad, Replicante y Puro Cuento. Algunos de sus cuentos han sido incluidos en antologías de autores mexicanos y latinos. Ha estado vinculada profesionalmente con el Fondo Nacional para la cultura y las artes. Su novela Tras las huellas de mi olvido recibió una mención honorífica en la gala del Premio Juan Rulfo en 2007.

## Obras notables
- 2007 - Tras las huellas de mi olvido
- 2010 - Tu ropa en mi armario
- 2013 - La sonámbula